# Aboubaka Fofana
Aboubaka Fofana (Parigi, 4 ottobre 1982) è un ex calciatore francese, centrocampista.

## Carriera
Nella stagione 2001-2002 gioca nel Campionato Primavera con la Juventus, che nell'estate del 2002 lo cede in prestito alla formazione greca del PAOK; Fofana rimane al PAOK fino al gennaio del 2003, giocando in totale 3 partite nella massima serie greca e 2 partite in Coppa di Grecia. Nel gennaio del 2003 fa ritorno in Italia, venendo ceduto in prestito al Sora, con cui conclude la stagione 2002-2003 giocando 9 partite e segnando un gol nel campionato di Serie C1 più altre 2 partite nei play-out. Nell'estate del 2003 viene ceduto a titolo definitivo agli inglesi del Millwall, con i quali nella stagione 2003-2004 disputa 16 partite nella seconda divisione inglese; nel gennaio del 2005 viene tesserato dai senegalesi del Jeanne d'Arc, con i quali rimane per due anni, fino al gennaio del 2007, giocando durante la sua permanenza nel club anche una partita in CAF Champions League. Passa quindi agli slovacchi del Dukla B.B., con i quali conclude la stagione 2006-2007 giocando 6 incontri nella massima serie slovacca. Nell'estate del 2007 fa ritorno in Italia, firmando un contratto con la Sangiuseppese: con i campani nel corso della stagione 2007-2008 gioca 13 partite e segna 2 gol nel campionato di Serie C2; a gennaio del 2008 viene ceduto al Gela, con cui conclude la stagione giocando altre 6 partite nel medesimo girone di quarta serie. Resta ai siciliani anche nella prima parte della stagione 2008-2009, disputando ulteriori 4 incontri nel campionato di Serie C2. Sempre nel 2008 si trasferisce in Costa d'Avorio, al Séwé Sports, con cui gioca nella prima divisione del Paese africano e con cui nel 2013 gioca 2 partite in CAF Champions League, oltre a vincere per tre volte consecutive (nella stagione 2011-2012, nella stagione 2012-2013 e nella stagione 2013-2014) il campionato ivoriano.

## Palmarès

### Club

#### Competizioni nazionali
- Campionato ivoriano: 3

Séwé Sports: 2011-2012, 2012-2013, 2013-2014